# アール・アイ・エー
株式会社アール・アイ・エー (RIA, RESEARCH INSTITUTE OF ARCHITECTURE) は、東京都港区に本拠を置く組織系建築設計事務所、都市計画コンサルタント。山口文象らが起こした建築設計協働組織を前身とする。大規模建築物や法定再開発を得意とする。

## 沿革
- 1934年 山口文象建築事務所設立。
- 1953年 RIA建築綜合研究所に名称変更。
- 1959年 株式会社に改組　株式会社建築綜合研究所となる。
- 1975年 株式会社アール・アイ・エー建築綜合研究所に改称。
- 1987年 株式会社アール・アイ・エーに改称。
- 2000年 6支社でISO 9001認証取得。

## おもな作品・業績

### 東北地方
- ミッドライフタワー青森駅前
- 北上市 駅前居住と交流拠点の共存
- 多賀城駅北再開発[2]
  - B・C棟 - 基本設計・実施設計・監理

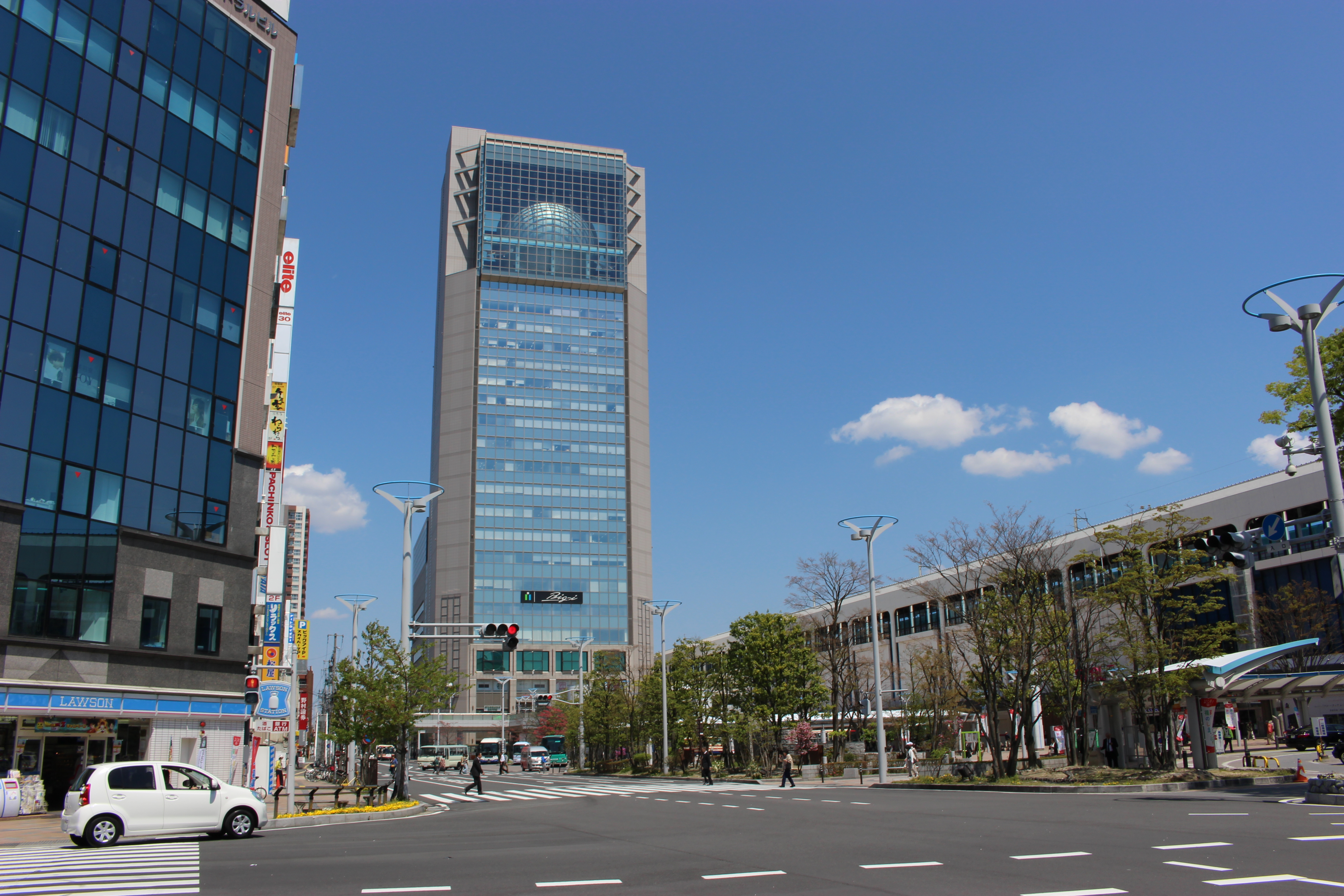
ビッグアイ

  - A棟 - 実施設計・監理（多賀城市立図書館がある）
- 小牛田町駅前大通（手づくり郷土賞受賞）
- ビッグアイ（郡山駅西口再開発）
- 郡山市都心再開発による学校誘致
- 秋田市横町市街地総合再生基本計画策定調査
- 秋田駅前中央再開発
- クロッセ秋田（秋田版CCRC拠点整備事業）
- エリアなかいち（中通一丁目再開発）
- 山形市七日町第4ブロック北地区再開発ビル『イイナス』
- 山形市本町十日町諏訪町地区市街地再開発（本間利雄設計事務所＋地域環境計画研究室、市街地再開発協会と）
- 酒田市中町モールモニュメント「ふれあいの門」
- 酒田中町三丁目地区再開発ビル
- 酒田産業会館（酒田中町二丁目地区第一種市街地再開発事業）

### 関東地方
- 高崎駅西口地区再開発

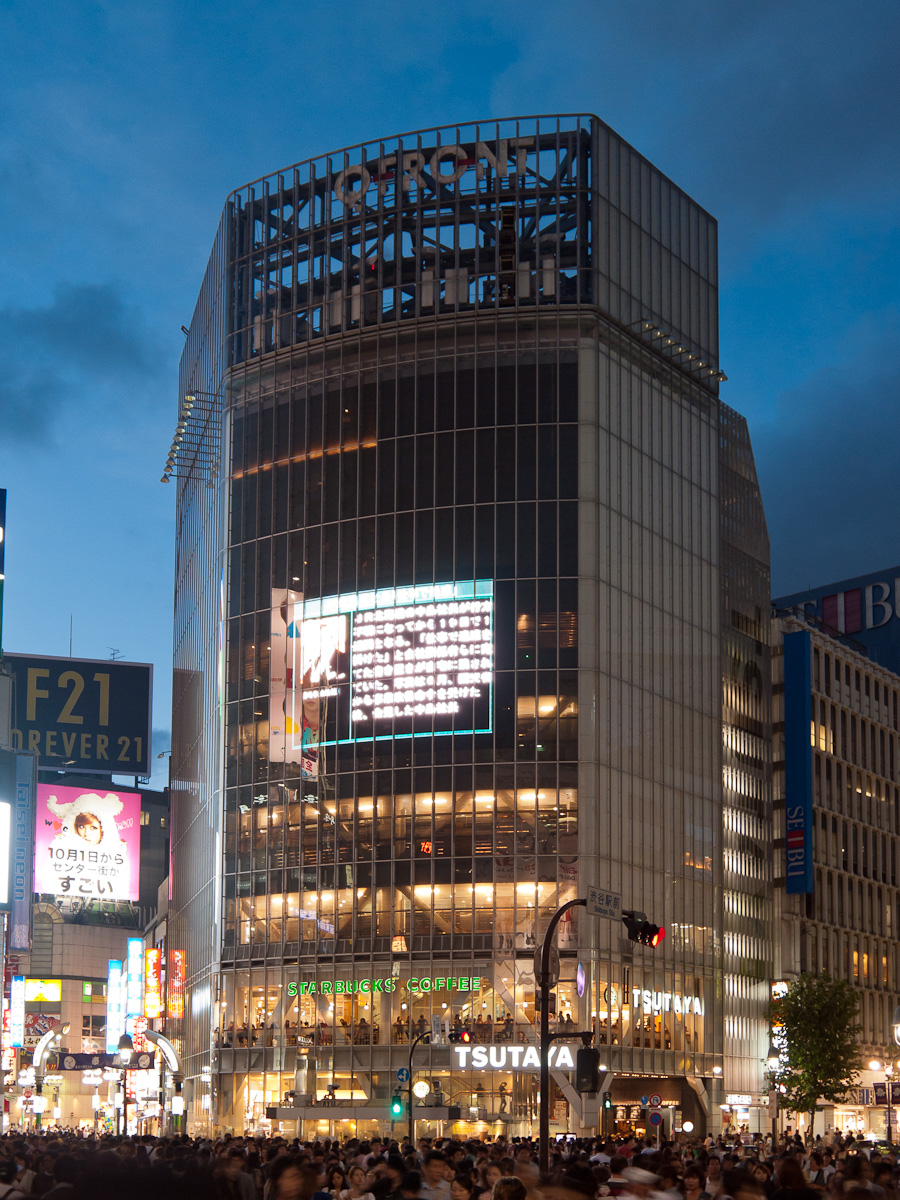
渋谷Q-FRONTビル

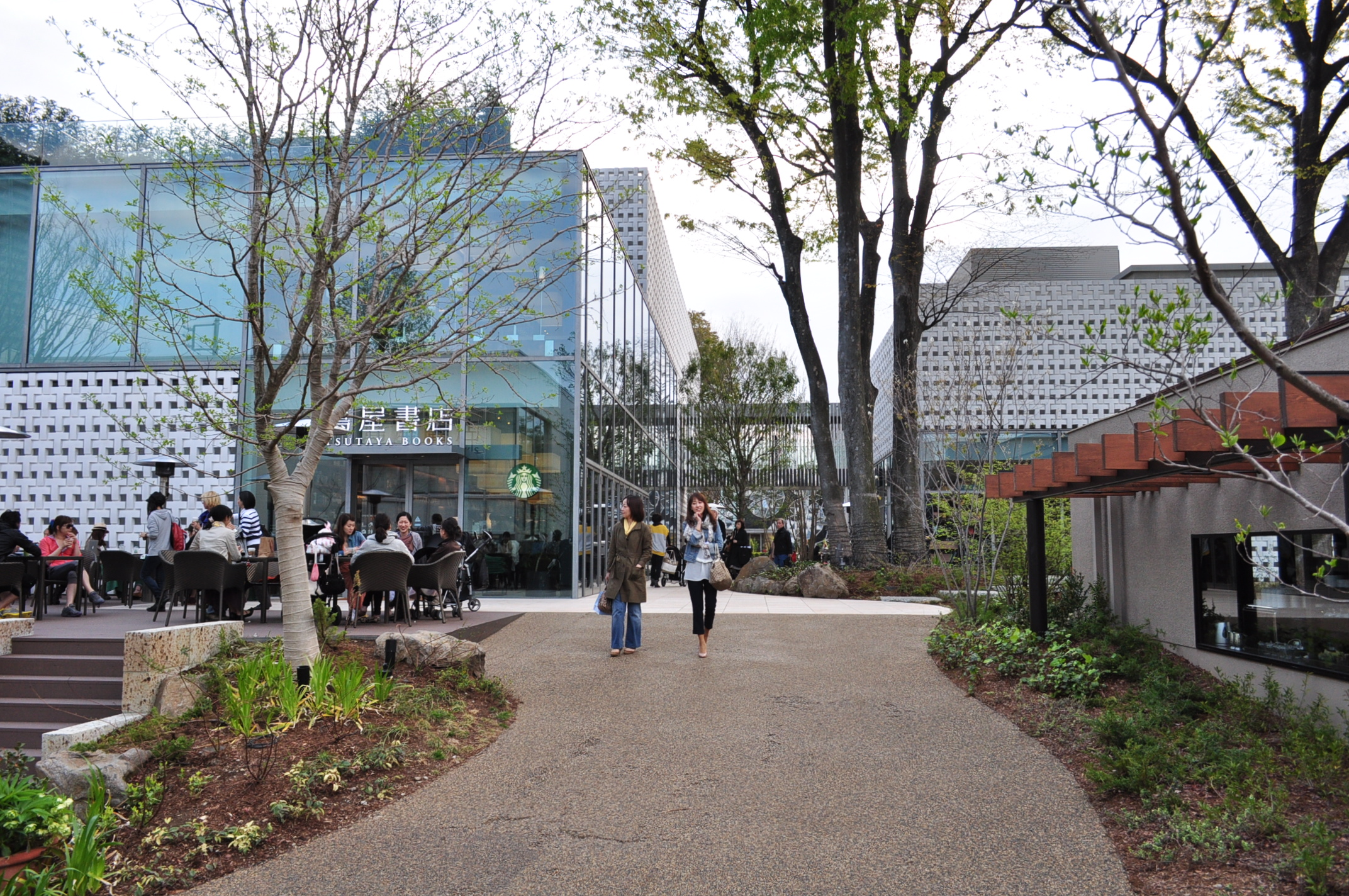
DAIKANYAMA T-SITE

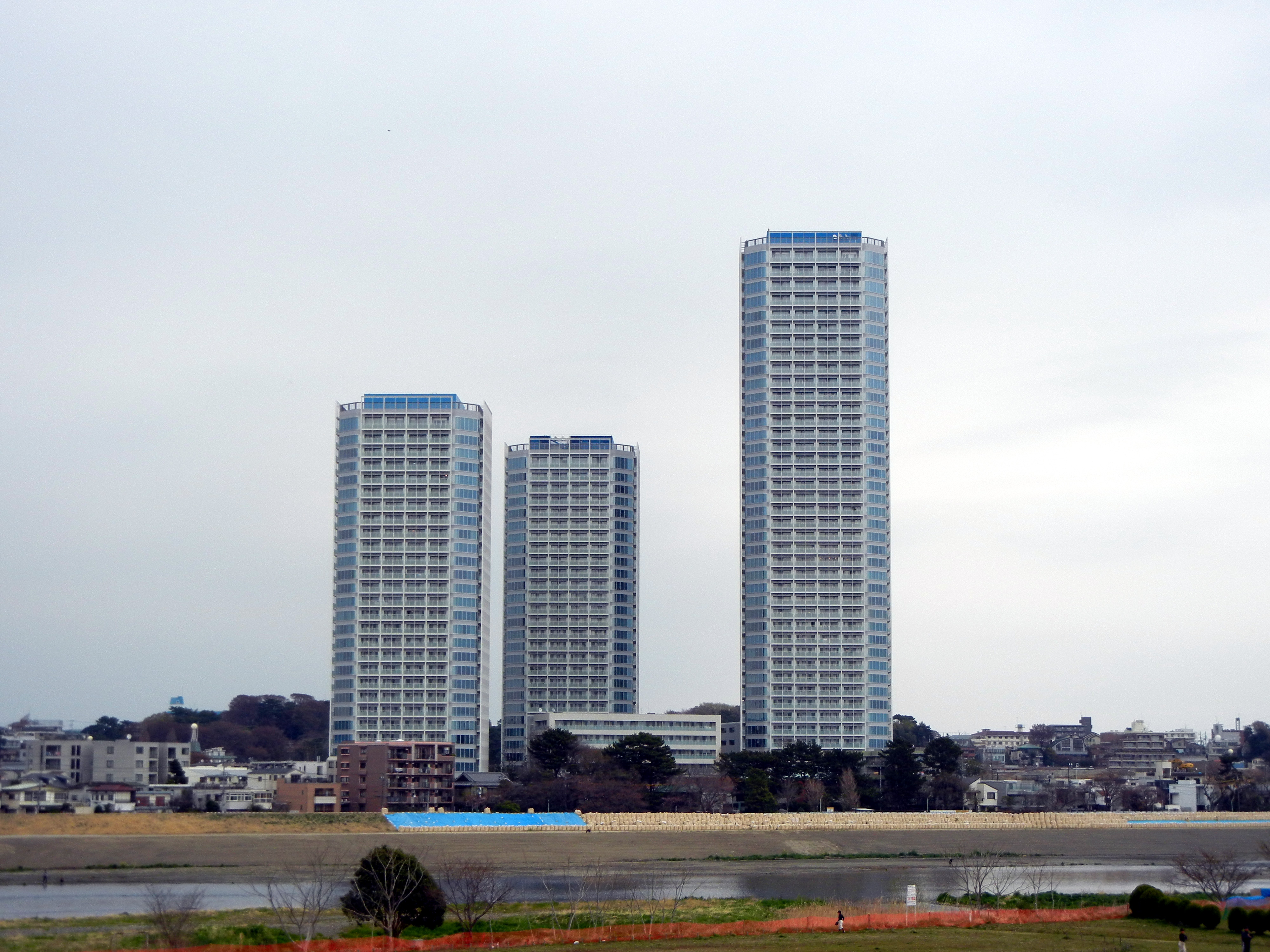
二子玉川RISE

- 茨城県下館綜合卸センター団地計画（1965年）
- 茨城県鹿島地区流通センター基本計画（1968年）
- ウララ（土浦駅前地区第一種市街地再開発事業、1997年）[3]
- ストリームビル（浦和駅東口駅前再開発）
- リプレ川口（川口駅西口再開発）
- 入間市商業核の自力建設
- Q-FRONTビル
- DAIKANYAMA T-SITE（クライン・ダイサム・アーキテクツと）
- 二子玉川RISE（東急設計コンサルタント、日本設計と）
- 東品川四丁目再開発（第1, 第2）
- 小岩スカイファースト（南小岩七丁目西再開発）
- リズモ大泉学園（大泉学園駅北口再開発）
- あすとウィズ（京急蒲田駅西口駅前再開発）
- パークコート麻布十番 ザ タワー
- イーストコア曳舟 I街区住宅棟（曳舟駅前再開発）
- 板橋区情報資料館
- 新宿副都心北地区綜合開発計画（東京工業大学石原研究室と、1964年 - 1965年）
- 目黒駅前地区再開発計画（1966年）
- 田無駅北口再開発計画（1970年）
- 高井戸計画（1970年）
- 高円寺駅北口再開発基本計画（1970年）
- 天王州JALビルディング
- 天王洲パークサイドビル（地区計画）
- 天王洲アイル・PFIによる都市開発
- 品川クリスタルスクエア、シーフォートスクエア
- 港区・地方と大都市の結節点形成/六本木県有地（岐阜県）共同開発事業
- 中野四丁目東地区 大規模コーポラティブ再開発
- 中野区住宅白書
- 吉祥寺FFビル（吉祥寺駅周辺地区開発計画、1966年）
- 三鷹駅南口東側中央地区再開発ビル
- 東大和市住宅マスタープラン策定
- 立川駅南口地区再開発計画（1966年）
- ノクティプラザ（溝の口駅北口再開発）
- 川崎駅前タワー・リバーク（川崎駅北口再開発第1街区）
- 川崎DICE（川崎駅北口第3西再開発）
- ルリエ新川崎（鹿島田駅東部再開発）
- セントア武蔵小杉（小杉町三丁目中央再開発）
- 横須賀市汐入駅駅前地区（丹下健三都市建築研究所と）
- 代官山プロジェクト・代官山蔦屋書店（株式会社クラインダイサムと）[4]
- 海老名市立中央図書館の大規模改修[5]
- 宇都宮PEAKS（宇都宮大手地区第一種市街地再開発事業）

### 中部地方
- 藤野町集落地区計画検討
- 静岡市都市再開発方針
- 葵タワー（紺屋町再開発事業）
- 三ヶ日町立図書館

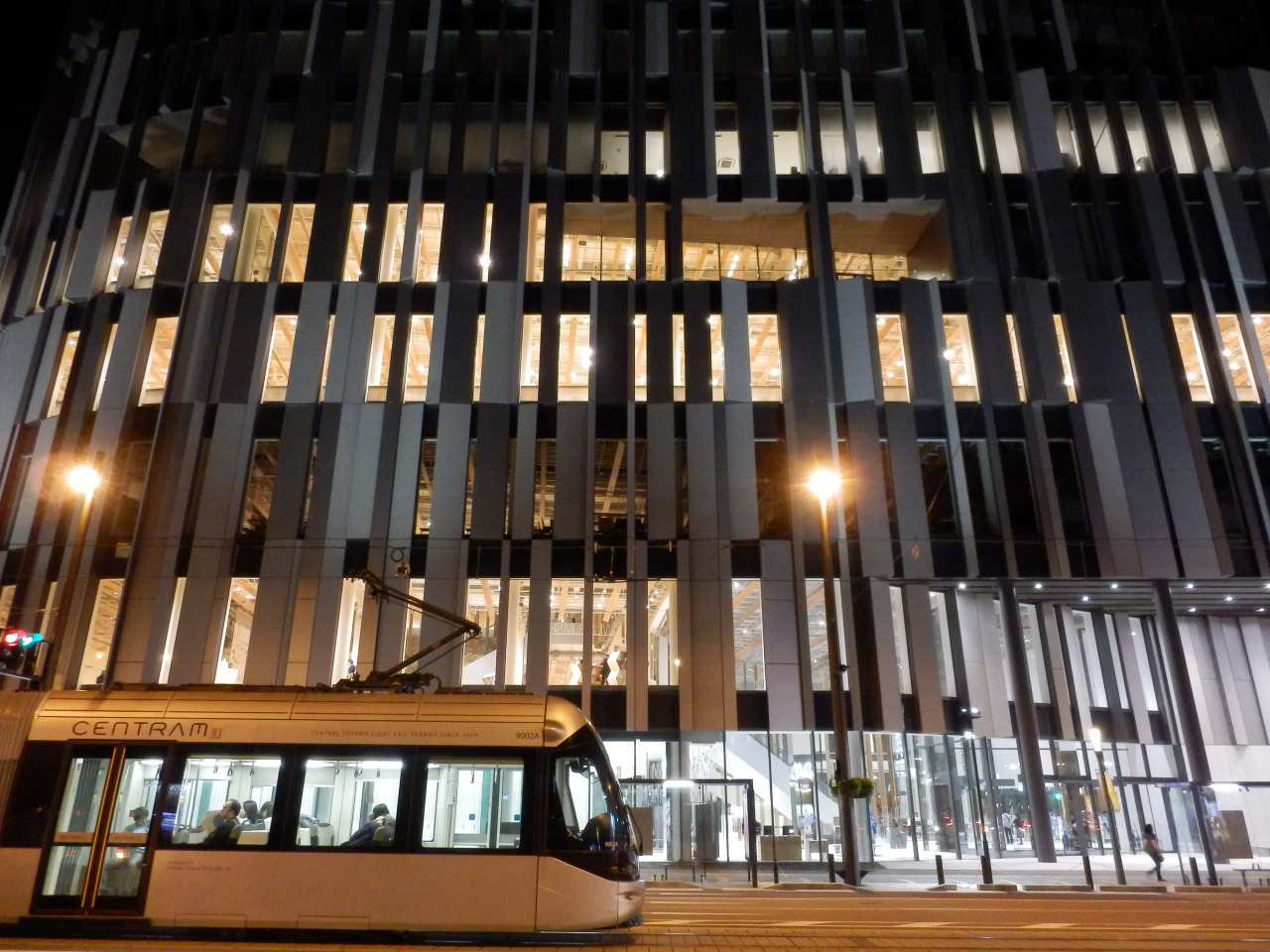
TOYAMAキラリ

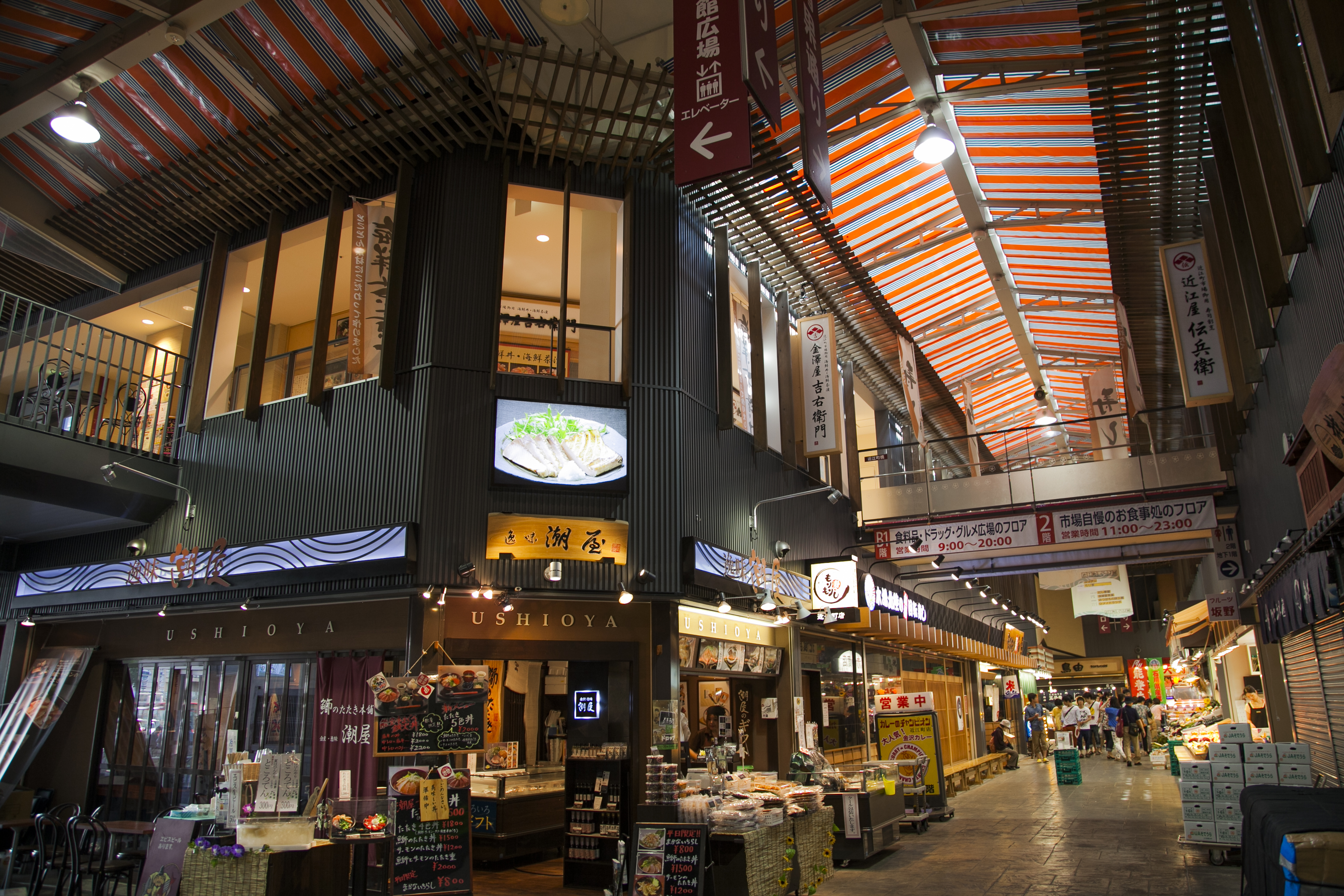
近江町いちば館（金沢武蔵ヶ辻再開発）

- 名古屋紳士服縫製団地計画（1962年 - 1964年）
- 大曽根OZモール（モール設計集団として、第1回愛知まちなみ建築賞.名古屋市都市景観大賞）
- 豊明市消防本部・消防署
- クラシティ半田
- ユウナル東海・東海市芸術劇場（東海太田川駅西再開発）
- 津島駅前市街地住宅計画（1964年 - 1966年）
- 菱野ニュータウン運営計画策定（1969年）
- 知立・中野銀座地区中心市街地再生核づくり
- 金沢市中心市街地・武蔵ケ辻（近江町いちば館など）・香林坊地区再開発計画
- プレーゴ（金沢市片町、いしかわ景観賞第8回・景観大賞、金沢都市美文化賞受賞）
- 香林坊地区（中心市街地）再開発事業（東急設計コンサルタントほかと、金沢都市美文化賞第10回記念特別賞）
- リファーレと金沢モール（石川県金沢市本町、釣谷・中島・ムラシマ設計共同企業体として。いしかわ景観賞）
- 金沢駅武蔵北地区（第四工区）の再開発ビル
- 七尾駅前第二地区 再開発ビル
- 富山駅前地区再開発計画（1961年 - 1963年）
- 富山市総曲輪通り南地区再開発ビル
- 富山市大手町地区整備（三四五建築研究所、槙総合計画事務所、観光企画設計社らと）
- TOYAMAキラリ（隈研吾建築都市設計事務所と）
- 高岡市高岡問屋センター団地基本計画（1968年 - 1969年）
- こまきこども未来館
- 小牧市子育て包括支援センター

### 近畿地方
- 近鉄奈良駅付近防災建築街区基本計画（1968年）
- 橿原ニュータウン計画（1968年）
- 和歌山鳴滝田地造成計画（1966年）
- 和歌山プラクリ丁再開発基本計画（1969年）
- 田辺市文化交流センター たなべる
- 新大阪センイシティー新大阪繊維卸センター基本計画（1966年）
- 服部駅東第1防災建築街区（1968年）
- 服部駅東第2防災建築街区（1966年）
- 片山第1防災建築街区（1967年）
- 豊中本町防災建築街区（1968年）
- 岡町駅東桜塚防災建築街区（1970年）
- 曽根駅前東防災建築街区（1971年）
- みのおサンプラザ（箕面駅前再開発）
- 千里ニュータウンC地区分譲住宅計画（1964年 - 1965年）
- 神戸震災復興の切り札再開発
- 弓木町4丁目地区・ラ・トゥール六甲
- 六甲道駅南復興再開発3番街と5番街街区設計
- 六甲道駅南復興再開発4番街街区基本設計（環境開発研究所、竹中工務店開発計画本部らと）
- 阪神西宮駅南第一地区第一種市街地再開発事業
- 姫路花の北モール
- 豊岡市豊岡卸センター団地（1969年）
- 和歌山市民図書館[6]
- COCCOLAS大津
- あべのnini
- あべのグランエア
- あべのキューズモール
- 奈良公園バスターミナル

### 中国・四国地方
- 岡山市表町再開発（芦原建築研究所と）
- 岡山駅前の再開発〔リットシティ〕
- シティタワー広島・BIG FRONTひろしま（広島駅南口Bブロック再開発）
- グランクロスタワー広島・EKI CITY広島（広島駅南口Cブロック再開発、戸田建設と。第16回ひろしま街づくりデザイン賞大賞）
- アイネスフクヤマ
- 尾道・海と陸と文化の交流拠点整備
- しまなみ交流館
- ホテル風の海
- 安来市総合文化ホール「アルテピア」（2017年）
- 美馬市地域交流センター ミライズ

### 九州・沖縄地方
- タワーシティ長崎
- 土ケ合原地区住宅地開発事業計画（1970年）
- 築上町火葬場（福岡県美しいまちづくり建築賞大賞）
- 木の葉モール橋本
- カフーナ旭橋(モノレール旭橋駅周辺地区再開発)
- 農連市場

### 日本国外
- 中国広州市珠江口地区都市計画（黒川紀章チーム、Sasaki　Asociatesと）

## 関連人物
| - 山口文象 - 渡辺豊和 - 藤田邦昭 - 三輪正弘 - 近藤正一 - 有賀正晃 | - 植田一豊 - 石関雍夫 - 柴田正昭 - 伊達美徳 - 南條洋雄 - 上野康子 |